# Корсаков, Николай Павлович
Николай Павлович Корсако́в (1924, с. Иваново-Наумовка, Пензенская губерния — 5 января 1945, гора Пасека, Левице) — сержант, командир пулемётного расчёта, Герой Советского Союза.

## Биография
Родился в 1924 году в семье крестьянина, переехавшей в 1930 году в Подмосковье. До войны жил в г. Калининграде, учился в средней школе № 1. После окончания 7 классов и ремесленного училища № 3 (ныне ГПТУ-2) в г. Мытищи работал на заводе № 8 им. М. И. Калинина.
В Красной Армии с 1942 года. В боях Великой Отечественной войны с марта 1943 года.

## Подвиг
5 января 1945 года командир расчёта станкового пулемёта 115-го кавалерийского полка (8-я кавалерийская дивизия, 6-й гвардейский кавалерийский корпус, 2-й Украинский фронт) сержант Корсаков вместе с бойцами сражался с пехотой и тяжёлым танком противника у горы Пасека (28 км восточнее г. Левице, Чехословакия). Расчет погиб, но позиции не оставил, уничтожив большое количество гитлеровцев. Звание Героя Советского Союза присвоено 28 апреля 1945 года (посмертно).
Похоронен в с. Дворники (23 км восточнее г. Левице, Словакия).

## Память

Бюст на Аллее Героев в Тамале

- В школе МБОУ СОШ № 1[2] в городе Королёве действует мемориальный выставочный комплекс Н. П. Корсакова.
- Улица Корсакова в городе Королёве.
- Установлен бюст и назван именем героя лицей № 2 в городе Мытищи.
- Бюст установлен в посёлке Тамала на Аллее Героев у мемориала жителям Тамалинского района Пензенской области — участникам Великой Отечественной войны.
- Улица имени Корсакова в посёлке Тамала.